# Lachelle
Lachelle település Franciaországban, Oise megyében. Lakosainak száma 807 fő (2022. január 1.). Lachelle Baugy, Jaux, Jonquières, Margny-lès-Compiègne, Remy és Venette községekkel határos.

## Népesség
A település népességének változása:
| Lakosok száma | 596  | 639  | 666  | 651  | 692  | 732  | 773  | 793  | 807  |
|               | 2013 | 2015 | 2016 | 2017 | 2018 | 2019 | 2020 | 2021 | 2022 |